# Ahmad Reza Khan Barelvi
Ahmad Reza Khan Barelvi (Urdu احمد رضا خان بریلوی; Bareilly, 14 giugno 1856 – 28 ottobre 1921) è stato un religioso e mistico indiano di etnia pashtun, sunnita di scuola giuridica hanafita.

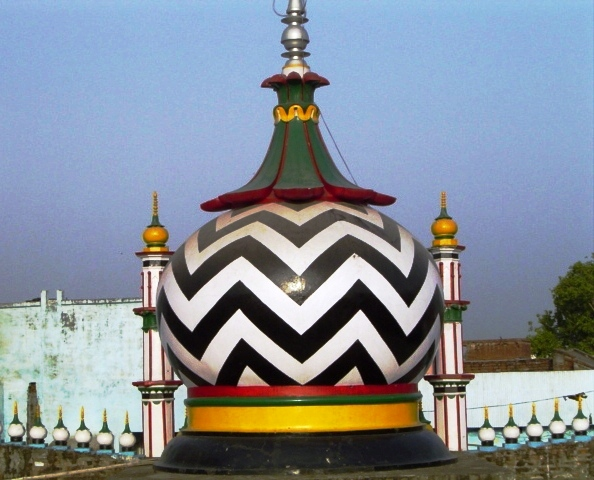
Cupola del Mausoleo di Aḥmad Reżā Khān Barelvī.

Aḥmad Reżā Khān Barelvī (Hindi अहमद रज़ा खान), noto come Aʿlā Hażrat (in persiano أعلى حضرت‎), fu un Sufi conosciuto per la sua rigida propensione a dichiarare il Takfir (dichiarazione di kufr) e per le sue convinzioni estremistiche. Fu fondatore e guida (Imām) del movimento Barelawī (o Barelvi).

## Gioventù
Nato a Muḥalla Jasūlī, una delle aree metropolitane di Bareilly (in persiano بَرَيلي‎), nello Stato indiano dell'Uttar Pradesh, era figlio di Naqī ʿAlī Khān, mentre suo nonno era Reżā ʿAlī Khān e il bisnonno Shāh Kāẓim ʿAlī Khān. Era di famiglia Pashtun, originaria di Kandahar.
Il nome Aḥmad era in realtà alla nascita Muḥammad, ma suo nonno lo chiamò Aḥmad Reżā e sua madre lo volle chiamare Amman Miyān. Divenne famoso col soprannome con cui era chiamato suo nonno.

## Punti di fede
I punti di fede di Aḥmad Reżā Khān relativi a Maometto includevano:
- Che Maometto, sebbene umano, possedeva una "Luce" (Nūr) che gli era stata accordata da Allah prima della sua creazione.[8] Questo costituiva un punto di forte contrasto con i Deobandi, secondo cui Maometto era al-Insān al-kāmil (in Farsi Insan-e kamil), ossia "Uomo Perfetto", ma fisicamente del tutto umano.[9][10]
- Maometto era, a suo dire, ḥāḍir naẓīr (che poteva essere presente in vari posti allo stesso tempo.[11])

(Ahmad Reza Khan, al-Dawla al-Makkiyya (c00), p. 291.)
- "Chi mette in dubbio l'incredulità dei Deobandi è anch'egli un non credente."

(Ahmad Reza Khan nelle sue Fatāwā Ridwiyya, 6, 82)
- "Se qualcuno ha la stessa fede che hanno i Deobandi, è anch'egli un non credente".

(Ahmad Reza Khan nelle sue Fatāwā Ridwiyya, 6, 43)
- "Se qualcuno prega dietro[12] qualcuno dei Deobandi, anch'egli non è musulmano".

(Ahmad Reza Khan nelle sue Fatāwā Ridwiyya, 6, 77)
- "Ogni persona che dubita dell'infedeltà (kufr) di questa gente (i Deobandi) diventerà infedele (kāfir) egli stesso!"

(Prefazione al Tamhīd-e Iman di Ahmad Reza Khan, p. v, del Barelvi sudafricano che chiamò se stesso "Il servo di Reza" (Khādim-e Raża), Mohammed Bana, datata 19 ottobre 1987)
- "Ogni persona che non intenda chiamarli (i Deobandi) infedeli o che manterrà rapporti amichevoli con loro, o che prenderà in considerazione le loro posizioni dottrinarie o che sarà loro parente o amico, diventerà definitivamente uno di loro. Egli è [in tal caso] infedeli al pari di loro. Il Giorno del Giudizio sarà legato a loro con la stessa corda. Qualunque scusa e argomento fraudolento essi diano qui saranno ritenuti non validi e falsi".

(Ahmad Reza Khan nel suo Tamhīd-e Īmān)
- "Se qualcuno ammira la Darul Ulum dei Deobandi, o non creda alla corruzione [dello spirito] dei Deobandi e non li disprezzerà, ciò sarà sufficiente al giudizio ai suoi danni di non islamicità!"

(Ahmad Reza Khan nelle sue Fatāwā Ridwiyya, 6, 43)
- "Se ci sarà una congrega di hindu, cristiani, qadiyani e deobandi, solo i Deobandi saranno respinti, perché essi sono usciti dall'ovile dell'Islam e l'hanno abbandonato. Un accordo con gli infedeli è di gran lunga meglio di un accordo con gli apostati!!"

(Ahmad Reza Khan nelle sue Malfuzāt, pp. 325–6)

### Opposizione ad altri movimenti islamici
Ahmad Reza Khan stesso redasse puntigliose refutazioni della Ahmadiyya, del pensiero dei Deobandi, dell'Ahl al-Hadith a del Wahhabismo.

#### Ahmadiyya
Mirza Ghulam Ahmad di Qadian pretendeva di essere il Mahdi atteso dai musulmani e che con lui si era riaperto il ciclo profetico nell'Islam, pur in posizione subordinata rispetto a Maometto, e apportatore di una nuova Shari'a che avrebbe ricondotto l'Islam alla sua pura forma originaria. Ahmad Reza Khan Barelvi bollò di eresia e di apostasia Mirza Ghulam Ahmad, definendo kuffār i suoi seguaci.

#### Deobandi
Quando Ahmad Reza Khan Barelvi visitò La Mecca e Medina per il pellegrinaggio del 1905, preparò una bozza di documento dal titolo al-Muʿtamad al-mustanad, Le prove affidabili", per una presentazione ai suoi seguaci delle due città. Ahmad Reza Khan radunò le opinioni degli ʿulamāʾ del Hijaz e le riunì in un compendio dal titolo "La spada dei Due Santuari" (Urdu حسام الحرمین, Ḥusām al-Ḥaramayn), un'opera di 34 deliberazioni rilasciate da 33 ʿulamāʾ, 20 meccani e 13 medinesi. In quel lavoro, una serie di contrapposte fatwa tra i Barelvi e i Deobandi, continuò a essere emessa fino ad oggi. In esse Ahmad Reza Khan denunciava come kuffār i capi Deobandi Ashraf Ali Thanwi, Rashid Ahmad Gangohi e Muhammad Qasim Nanotvi.

## Quietismo politico
Come molti altri leader musulmani indiani dell'epoca, Ahmad Reza Khan Barelvi e il suo movimento si opposero al Movimento d'indipendenza indiano a causa della guida del Mahatma Gandhi, che non era musulmano ma induista.

## Risposte deobandi ad Ahmad Reza Khan Barelvi e al suo movimento
Allama Ehsan Elahi Zahir ha scritto un'opera sui Barelawī, in cui sottolinea:
1. • L'influenza dello sciismo sul fondatore della scuola di pensiero Barelawī.
2. • La facilità con cui i Barelvi dichiarano kuffār i loro oppositori.
3. • La propensione alla superstizione, alle chiacchiere senza senso, a storie e favole senza fondamento, all'esteriorità della religione.
4. • La loro distorsione (Tahrīf) e la loro cattiva interpretazione del Corano e della Sunna per sostenere le loro convinzioni.

Un'altra opera utile a conoscere la risposta deobandi ai Barelawī è The Book of Unity or Oneness of Allah, di by Muhammad Iqbāl Kaylani. In esso si sostiene che il movimento barelvi è un movimento radicale che non accetta le opinioni degli ʿulamāʾ Deobandi, dell'Ahl al-Hadith e di altre linee di pensiero.

Si sostiene anche che Ahmad Reza Khan Barelvi è stato il fondatore della setta dei Barelawī, che non fa parte dell'Ahl al-Sunna wa l-Jamāʿa (la definizione ufficiale del sunnismo), motivo per il quale ci si può astenere dal leggere i suoi lavori.

Si afferma infine che Ahmad Reza Khan Barelvi si oppose ad etichettare l'India britannica come Dār al-ḥarb ("terra di guerra"), in contrasto quindi con l'orientamento Deobandi che interpretava come doverosa per gli indiani un'azione di jihād o di hijra (migrazione o fuga nell'impossibilità di vittoria).